# Рычко, Василий Власович
Васи́лий Вла́сович Рычко́ (укр. Василь Власович Ричко; 1 марта 1919, Глобино, Кременчугский уезд, Полтавская губерния, Украинская ССР — 20 сентября 1977, Черкассы, Украинская ССР) — советский партийный и государственный деятель, первый секретарь Черкасского промышленного областного комитета КП Украины (1963—1964). Лауреат премии Совета Министров СССР (1977).

## Биография
Родился в крестьянской семье. После окончания школы поступил на учëбу в Днепропетровский горный институт. Обучение прервала война.
В первые дни Великой Отечественной войны в составе отряда добровольцев ушёл на фронт. Участвовал в боях на Юго-Западном (1941) и Северо-Кавказском фронтах (1942), на Кубани (1943), в Крыму (1944), 3-м Белорусском фронте (1944—1945). Освобождал Литву, участвовал в сражениях в Восточной Пруссии). Был неоднократно ранен, получил контузию и обморожения.
Член ВКП(б) с 1945 года.
В послевоенное время продолжил учебу в горном институте.
В 1947 году — помощник главного инженера, главный инженер шахт № 3-бис и № 21 треста «Чистяковантрацит» Сталинской (Донецкой) области (впоследствии — «Торезантрацит»).
С 1949 по 1952 год находился в производственной командировке в ГДР. В 1949—1950 годах являлся начальником производственно-технического отдела отделения Советского акционерного общества «Калий» в г. Эрфурте, ГДР, в 1950—1951 годы — главный инженер калийного комбината Heiligenroda отделения Советского акционерного общества «Калий» в ГДР. В 1951—1952 годы — генеральный директор калийного комбината Volkenroda того же общества.
С сентября 1952 года — начальник шахтостроительного управления и начальник технического отдела треста «Чистяковшахтострой» (Сталинская область).
- 1954—1956 годы — второй секретарь Чистяковского городского комитета КП Украины (Сталинская область),
- 1956—1960 годы — инспектор ЦК КП Украины,
- 1960—1961 годы — секретарь Волынского областного комитета КП Украины,
- 1961—1963 годы — второй секретарь Волынского областного комитета КП Украины,
- 1963—1964 годы — первый секретарь Черкасского промышленного областного комитета КП Украины,
- 1964—1965 годы — секретарь Черкасского областного комитета КП Украины,
- 1965—1975 годы — второй секретарь Черкасского областного комитета КП Украины.

С 1975 года заместитель председателя исполнительного комитета Черкасского областного Совета.
Избирался депутатом Верховного Совета Украинской ССР 6—8-го созывов.

## Награды и звания
- Орден Октябрьской революции
- Орден Трудового Красного Знамени (дважды)
- Орден «Знак Почёта»
- Медаль «За отвагу» (СССР) (02.05.1944)[1]
- медали СССР

Премия Совета Министров СССР 1977 года (за разработку проекта и строительство производства аммиачной селитры Черкасского производственного объединения «Азот»).